# Batallón de Arribeños
El Batallón de Arribeños o Batallón de Voluntarios Urbanos de los individuos de las provincias del interior, llamado por la junta de guerra de 1807 como Batallón de Americanos Forasteros Voluntarios de Infantería, fue una unidad miliciana creada en 1806 con voluntarios de las provincias interiores del Virreinato del Río de la Plata, principalmente de Córdoba, La Rioja, Tucumán y Catamarca, residentes en Buenos Aires. Fue creado luego de la primera de las Invasiones Inglesas al Río de la Plata en 1806. Una vez producida la Revolución de Mayo, y ya identificado con el número 3 desde la providencia del virrey Baltasar Hidalgo de Cisneros en 1809, fue elevado a regimiento, y puesto posteriormente a órdenes del coronel Domingo French. Desapareció en 1820 durante el Motín de Arequito.
Dos unidades actuales del Ejército Argentino, el Regimiento de Infantería Mecanizado 3 General Belgrano y el Regimiento de Infantería Mecanizado 6 General Viamonte, se consideran herederos históricos del Cuerpo de Arribeños.

## Denominación
El nombre "arribeño" por el que es más conocido este regimiento es un gentilicio que hace referencia al territorio argentino que hasta el siglo XIX recibía el nombre de "El Arriba" o "Los reinos de Arriba", siendo tal Arriba en líneas generales las zonas que actualmente corresponden al Cuyo, al NOA y a la mitad noroeste de la provincia de Córdoba. Esa extensa zona recibía el nombre porque su altitud y relieve promedio es superior (más elevada) que la región pampeana o que el Litoral argentino.

## Invasiones Inglesas
Al principio estuvo al mando del sargento mayor Francisco Javier de Medina, desde el 15 de septiembre de 1806 y hasta el 16 de mayo de 1807. Tomó luego el mando Juan Pío de Gana quien perdiera la vida durante los combates por la segunda reconquista de Buenos Aires en 1807, siendo suplantado entonces por el sargento mayor Ildefonso Paso y luego por el teniente coronel Francisco Ortiz de Ocampo. En octubre de 1806 estaba formado por 9 compañías (una de granaderos) de 60 hombres cada una, totalizando 435 hombres.
Dos compañías de Arribeños intervinieron en el combate de San Pedro el 7 de junio de 1807 cerca de Colonia del Sacramento durante la segunda de las Invasiones Inglesas.
El 11 de junio de 1807 el comandante Pío de Gana informó al cabildo de San Miguel de Tucumán que las 2 compañías del Regimiento de Voluntarios de esa ciudad que habían viajado a Buenos Aires al mando de Juan Ramón Balcarce -secundado por Juan Bazo y Berry- fueron agregadas al Tercio de Arribeños de su mando, a solicitud de sus oficiales. Balcarce pasó a ser ayudante de campo de Arribeños.
Durante el ataque británico a Buenos Aires del 4 de julio de 1807, el Cuerpo de Arribeños integró la División de la Izquierda (Bandera azul), y logró la rendición del Regimiento n.º 88 de Infantería.
El 24 de octubre de 1807 el comandante del cuerpo Ildefonso Paso, informó al cabildo de San Miguel de Tucumán:

De ciento setenta y tres individuos que a principios de Jun° del presente se agregaron al Batallón de Arribeños de mi mando de la gente que desde Esa con el mas distinguido patriotismo remitio V.S. en barias partidas para socorro de esta Capital, solo han quedado ochenta y seis, cuia considerable merma es probenida de la seguida desercion que ha hecho esta gente, pues segun resulta de las listas de Rebista corridas hasta esta fecha se encuentran quarenta desertores que con once filiados en el nuevo Regimt° del Rio de la Plata, y treinta y seis muertos y escluidos por inutiles componen el num° de ochenta y siete (...)

## Reconocimiento real
El 13 de enero de 1809 la Junta Suprema de Sevilla dispuso en nombre del rey premiar a los oficiales de los distintos cuerpos milicianos de Buenos Aires reconociendo los grados militares que se les había otorgado:

BATALLON DE ARRIBEÑOS.

Grado de Teniente Coronel.—Al Comandante don Pio Gana.

De Capitán.—Al Sargento Mayor don Ildefonso Pazos, y á los Capitanes don Francisco Ortiz de Ocampo, don Francisco Luna, don Juan Bustos, don José Antonio Villanueva, don Pedro Lobo, don Juan Manuel Padilla, don Manuel Campos, don Juan Muñecas y don Alejandro Molina.

De Teniente.—A los Tenientes don Francisco Elíseo, don Angel Blades, don José Ortiz, don José Iribarren, don Francisco Ramírez, don Agustín Márquez, don José Alurralde, don Francisco Rico, don Bernardino Paz y don José Sequeiros.

De Subteniente.—A los Subtenientes don Eusebio Eugarte, don Narciso García, don Juan Díaz, don Manuel Corbalan, don Manuel Romero, don Pedro Abeleira, don Francisco Hurtado, don Gabriel Agestas, don Jacobo García, y al abanderado don Evaristo Gonzalez.

Oficiales agregados.—De Capitán.—A los Capitanes don José Leon Domínguez, don Miguel Villanueva, don Juan Nonell, don Juan Gubero, don Mariano Maza y don Vicente Jara.

De Teniente.—A los Tenientes don Eusebio Suarez, don Pedro Herrera y don Manuel Sanchez.

De Subteniente.—Al Subteniente don Jorge Robredo, y á los Cadetes don Manuel Alfaro y don Bernardo María Jimenez.

## Asonada de Álzaga
Luego de la asonada del 1 de enero de 1809 comandada por Martín de Álzaga (asonada de Álzaga), el 11 de septiembre de 1809, el virrey Baltasar Hidalgo de Cisneros, mediante una providencia reorganizó los cuerpos urbanos de Buenos Aires:

Artículo 1º: Que los Cuerpos Urbanos que se hallan a sueldo, se reduzcan a cinco batallones, formándose dos de ellos con los tres que ahora tiene el Cuerpo de Patricios; otro del Cuerpo de Montañeses, otro del de Andaluces y otro del de Arribeños; cada batallón constará de nueve compañías, inclusa la de granaderos, con la fuerza efectiva que les estaba señalada, y sus Planas Mayores, un Comandante, un Sargento Mayor, dos Ayudantes íd., dos Abanderados, un Capellán, un Cirujano, un Tambor y dos Pífanos.

Artículo 2°: Un batallón de Granaderos, de seis compañías, con igual fuerza en ellas que las anteriores y la misma Plana Mayor.

Los cuerpos que quedaron fueron numerados, otorgándose el n.º 3 al de Arribeños.

## Alto Perú
Para sofocar las revueltas de Chuquisaca y La Paz, el virrey Cisneros envió desde Buenos Aires un contingente al mando de Vicente Nieto y del capitán de navío José de Córdoba, que partió el 4 de octubre de 1809. Fueron organizadas tres divisiones con veteranos del Regimiento Fijo de Infantería, Dragones y de Artillería, junto con una compañía de marina y otras de patricios, arribeños (al mando del capitán Bernardino Paz), montañeses, andaluces y artilleros de la Unión. Al llegar al Alto Perú, no hizo falta que entraran en combate. Luego de la Revolución de Mayo Nieto disolvió a las dos compañías de patricios y la de arribeños en Chuquisaca.

(…) Patricios, y Arribeños, a quienes extingui castigando a los primeros, con quinta pr el presidio de Potosí pr su infidelidad, y adhesión al partido revolucionario.
Carta de Vicente Nieto a Gutiérrez de la Concha

Las fuerzas destacadas por Cisneros para sofocar la revolución de Chuquisaca del 25 de mayo de 1809 constituirían, cuando el independentismo prendiera en el resto del país, el corazón de la resistencia realista en el Virreinato. A ellos se opondrá primero el Ejército del Norte, que tuvo en el mando a Belgrano y a San Martín, y más tarde las fuerzas de Güemes.

## Regimiento
El 29 de mayo de 1810 la Primera Junta organizó por decreto las unidades, elevando a regimientos a los batallones existentes:

Los Batallones Militares existentes se elevarán a regimiento con la fuerza efectiva de 1.116 plazas, reservado la Junta proveer separadamente sobre el arreglo de la caballería y artillería volante.

En 1810 dos compañías del Batallón de Arribeños con 3 oficiales y 107 soldados integraron la primera expedición auxiliadora al Alto Perú, conformando lo que luego se denominaría Ejército del Norte. Como regimiento recibió su bautismo de fuego el 27 de octubre de 1810, en el Combate de Cotagaita. 
Una fracción del regimiento integró la Expedición de Belgrano al Paraguay en la División del comandante Ignacio Warnes.
En la primera de las expediciones Libertadoras a la Banda Oriental el regimiento integró:
- Primera División: al mando del capitán José de Melián
- Reserva: al mando del capitán Rafael Hortiguera con 2 compañías

Renuncia de Ortiz de Ocampo:

Las precisas y urgentes atenciones á que debo contraerme para los aprestos del ejército del interior que V. E. se ha dignado honrarme con su mando exijen todo desprendimiento de cualquier objeto que pueda distraerme y así es, que hallándome aun con el mando de mi regimiento no es pequeño escollo para embarazar el curso rápido de tan interesante comisión. Cuando la reforma que practicó de estos Regimientos el Exmo. Señor Don Baltasar Cisneros, tenia el mió tres jefes, á saber: Don Juan Bautista Bustos, Segundo Comandante; Dn. Francisco Pantaleon de Luna, Sargento Mayor; y como en dicha reforma era preciso suspender la plaza de 2° Comandante, consultando el mérito distinguido de estos dos jefes convinieron en descender un grado cada uno, de que resultó que Bustos descendiese á Sargento Mayor, y Lima á Capitán. En cuya virtud y de las sabias disposiciones que V. E. ha adoptado, elevando á Regimientos estos cuerpos suplico si lo hubiese á bien que antes de entregar yo el mando de mi Regimiento á Don Juan Bautista Bustos se le posesione de su empleo librándosele despacho de Teniente Coronel efectivo y á Don Francisco Pantaleon de Luna el de Sargento Mayor que lo obtenia, teniendo V. E. consideración á que los distinguidos méritos y servicios de estos dos individuos, los hace tan acreedores en el dia como lo eran antes, y que V. E. con toda confianza puede hacer reposar en estos Jefes parte de los inmensos cuidados que le rodean; teniendo así mismo presente que dicho Regimiento en ninguna manera puede rejirse con solo un Jefe, separado yo de su cabeza.

Dios G.de á V. E. m.s a.s- Buenos Junio 18 de junio de 1810.

Exmo Señor Francisco Antonio Ortiz de Ocampo.

## Aumento de efectivos
El 8 de junio de 1810, la Junta dispuso por decreto que las compañías de indios, pardos y morenos que formaban el Batallón de Castas, se integren a los regimientos n.º 2 y 3 bajo sus mismos oficiales. Pocos días después se dispuso que el coronel Domingo French conformase compañías patrióticas para engrosar los regimientos. Esas compañías se integraron al Regimiento n.º 5, que pasó a denominarse Regimiento América n.º 5 al mando de French. El 30 de diciembre de 1811 esta unidad pasó a integrar el Regimiento n.º 3 de Infantería.
En la Tercera expedición auxiliadora al Alto Perú el Regimiento N.º 7 de Infantería, fue disuelto en febrero de 1816 y sus restos distribuido entre el n.º 3 y el n.º 9. 
En el Motín de Arequito en 1820 desaparecieron el Regimiento N.º 3 de Infantería y otras unidades.